# Robert Franze
Robert Franze (13. listopadu 1910 Mikulášovice – 19. června 2003 Ichenhausen, Německo) byl český katolický kněz, vězeň nacistického režimu.

## Život
Robert Franze, rodák z Mikulášovic ve Šluknovském výběžku, byl knězem litoměřické diecéze. Na kněze byl vysvěcen litoměřickým biskupem Antonínem Weberem 16. června 1935 v Litoměřicích. Po vysvěcení začal působit ve farnosti Nebočady jako kaplan. Dále se stal farářem po zemřelém Johannu Lindnerovi v Růžové v okrese Děčín.
Během II. světové války byl nacisty zatčen a 13 měsíců vězněn v koncentračním táboře Dachau. Z tohoto věznění byl propuštěn 4. června 1942 a vrátil se do své funkce faráře v Růžové. V rámci poválečného odsunu byl však v roce 1945 vysídlen do Německa. Ani tehdy však nezanevřel na litoměřickou diecézi, do níž byl inkardinován a během komunistické totality ji finančně, materiálně i dalšími aktivitami podporoval. Díky jeho podpoře se tak podařilo mnoho dobrých děl. Za svou pastorační činnost byl papežem oceněn titulem Monsignore. Zemřel v Německu 19. července 2003 ve stáří 92 let.